# Fehérkontyos sakutyúk
A  fehérkontyos sakutyúk (Penelope pileata) a madarak (Aves) osztályának tyúkalakúak (Galliformes) rendjébe, ezen belül a hokkófélék (Cracidae) családjába tartozó faj. 

## Rendszerezése
A fajt Johann Georg Wagler német ornitológus írta le 1830-ban.

## Előfordulása
Dél-Amerikában, az Amazonas-medencében, Brazília területén honos. Természetes élőhelyei szubtrópusi és trópusi síkvidéki esőerdők. Állandó, nem vonuló faj.

## Megjelenése
Testhossza 75–82,5 centiméter, testtömege 1100–1600 gramm. Teste alsó részét, barna és szürke tollak borítják, nyaka és feje piros torok lebenye vörös feje, tetején fehér konty található. Hangja:"eh-uh" or "u u u u u".

## Természetvédelmi helyzete
Az elterjedési területe még nagy, de a fakitermelés és az állattenyésztés miatt csökken, egyedszáma 6 700 példány alatti és a vadászat miatt is csökken. A Természetvédelmi Világszövetség Vörös listáján sebezhető fajként szerepel.

## Külső hivatkozások
- Képek az interneten a fajról
- Internet Bird Collection - videók a fajról
- Xeno-canto.org - a faj hangja és elterjedési területe